# Asier Etxeberria
Etxeberria  Zafra est un nom espagnol. Le premier nom de famille, en général paternel, est Etxeberria ; le second, en général maternel, souvent omis, est Zafra.
Asier Etxeberria Zafra, né le 19 juillet 1998 à Pampelune, est un coureur cycliste espagnol.

## Biographie
Asier Etxeberria commence le cyclisme à l'âge de cinq ans dans une école de vélo de Valle de Egüés. Il court ensuite au Club Ciclista Aranguren puis dans l'équipe Quesos Albeniz d'Altsasu, en deuxième année cadets (15-16 ans). Entraîné par l'ancien professionnel Jorge Azanza, il réside à Vitoria.
De 2019 à 2021, il court chez Laboral Kutxa, réserve de l'équipe Euskaltel-Euskadi. Bon grimpeur, il s'illustre principalement dans le calendrier amateur basque en obtenant plusieurs victoires et diverses places d'honneur. Il passe finalement professionnel en 2022 au sein de la formation Euskaltel-Euskadi, après y avoir été stagiaire.

## Palmarès
- 2018
  - San Martín Proba
  - 3e du Torneo Lehendakari
- 2019
  - Udako Kriteriuma
  - San Bartolomé Saria
  - 2e de la Subida a Gorla
  - 2e de l'Oñati Proba
- 2021
  - Subida a Gorla
  - Mémorial Etxaniz
  - 2e du Mémorial José María Anza
  - 2e du Trofeo Electricidad Robert Innova
  - 2e du San Bartolomé Saria